# Polyvinylalkohol
Polyvinylalkohol (Kurzzeichen PVAL oder PVOH) ist ein thermoplastischer Kunststoff, der als weißes bis gelbliches Pulver meistens durch Verseifung (Hydrolyse) von Polyvinylacetat (PVAC) hergestellt wird. Der direkte Syntheseweg ist nicht möglich. PVAL ist beständig gegen fast alle wasserfreien organischen Lösemittel. Teilverseifte Sorten von PVAL mit ca. 13 % PVAC-Anteilen sind gut wasserlöslich. Mit steigendem Verseifungsgrad nimmt die Wasserlöslichkeit ab.

## Geschichte
Polyvinylalkohol wurde erstmals im Jahr 1924 von Willi Herrmann und Wolfram Haehnel durch Verseifung von Polyvinylestern mit stöchiometrischen Mengen Natronlauge hergestellt. Ein weiterer Fortschritt in der Herstellung von Polyvinylalkoholen gelang Herrmann, Haehnel und Herbert Berg im Jahr 1932. Sie fanden heraus, dass sich Polyvinylalkohol auch durch Umesterung von Polyvinylacetat mit absoluten Alkoholen in Gegenwart katalytischer Mengen von Alkalien herstellen lässt. Dieser Vorgang gehört zu den polymeranalogen Reaktionen.

## Herstellung und Gewinnung
Im Gegensatz zu den meisten Vinylpolymeren kann Polyvinylalkohol nicht durch einfache Polymerisation des entsprechenden Monomers hergestellt werden. Das dafür notwendige Monomer Ethenol existiert lediglich in seiner tautomeren Form als Acetaldehyd. Die Synthese durch Polyaldolkondensation aus Acetaldehyd ist noch nicht  gelungen, da bisher nur niedermolekulare Polymere entstanden sind. Polyvinylalkohole werden durch Umesterung oder durch alkalische Verseifung von Polyvinylacetat gewonnen.  Die Hydrolyse ist gut steuerbar. Daneben sind auch einige Polyvinylalkoholcopolymerisate von Bedeutung; sie werden aus Polyvinylacetatcopolymeren gewonnen.

## Struktur und Eigenschaften

### Chemischer Aufbau
Ähnlich wie bei Polyvinylacetat überwiegt in Polyvinylalkohol die Kopf-Schwanz-Anordnung der Monomere. Der Gehalt an Bausteinen in Kopf-Kopf-Anordnung liegt unter 1 % bis 2 %. Der Anteil dieser Anteile hat einen großen Einfluss auf die physikalischen Eigenschaften des Polymers, so auf die Löslichkeit in Wasser. Polyvinylalkohol ist in der Regel leicht verzweigt, bedingt durch Kettenübertragungen bei der Synthese von Polyvinylacetat. Der Polymerisationsgrad beträgt etwa 500 bis 2500.
Der Hydrolysierungsgrad der technisch relevanten Typen schwankt je nach Einsatzzweck zwischen 70 und 100 Mol-%. Wurde nur teilverseift, können die Acetylgruppen in Abhängigkeit vom Verfahren statistisch oder blockartig im Polymer verteilt vorliegen. Die Verteilung dieser Acetylgruppen beeinflusst wichtige Eigenschaften wie den Schmelzpunkt, die Oberflächenspannung von wässrigen Lösungen oder Schutzkolloideigenschaften.
Polyvinylalkohol, der aus Polyvinylacetat gewonnen wurde, ist ein ataktischer Kunststoff. Er besitzt aber dennoch über die Hydroxygruppen kristalline Bereiche. Einfluss auf diese Kristallinität des Polymers hat die Struktur und die Vorgeschichte, also Verzweigung, Hydrolysierungsgrad, Verteilung der Acetylgruppen. Je höher der Hydrolysierungsgrad desto besser ist die Kristallisationsfähigkeit. Durch Wärmebehandlung von vollverseiften Produkten lässt sich die Kristallinität noch erhöhen, dadurch verringert sich wiederum die Wasserlöslichkeit. Je höher der Anteil von Acetylgruppen, desto schwächer ist die Ausbildung von kristallinen Zonen.

### Physikalische Eigenschaften
Polyvinylalkohol ist hervorragend schichtbildend, emulgierend und adhäsiv. Es besitzt eine hohe Zugfestigkeit und Flexibilität. Diese Eigenschaften sind abhängig von der Luftfeuchtigkeit, da der Kunststoff Wasser absorbiert. Wasser wirkt als Weichmacher. PVAL (PVOH) verliert bei hoher Luftfeuchtigkeit an Zugfestigkeit, gewinnt allerdings an Elastizität. Der Schmelzpunkt liegt bei 230 °C, die Glasübergangstemperatur bei 85 °C für vollständig hydrolysierte Formen. Die Ceiling-Temperatur liegt bei 200 °C. Die Temperaturangaben variieren mit der Molekülmasse.

### Chemische Eigenschaften
Es ist beständig gegenüber Ölen, Fetten und organischen Lösungsmitteln.

## Verwendung, Verarbeitung

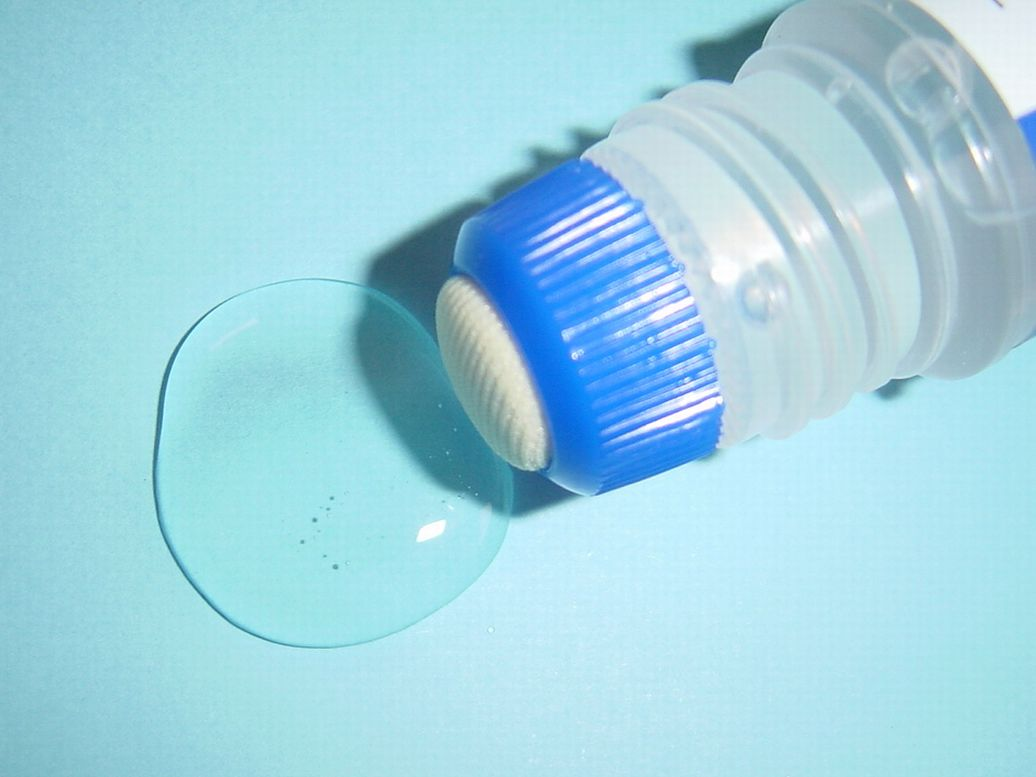
Klebstoff auf Polyvinylalkoholbasis

- Adhäsions- und Verdickungsmittel in Latexlacken, Haarsprays, Shampoos und Klebstoffen.
- Bestandteil der Folie von wasserlöslichen Einzelverpackungen von Maschinengeschirrspülmittel-Tabs
- Barriereschicht für Kohlenstoffdioxid in PET-Flaschen.
- Bestandteil von Spielknete und sogenanntem Slime.
- Bestandteil zur Dichtung von Hygieneprodukten wie Damenhygiene- oder Inkontinenzprodukten.
- Formentrennmittel bei der Herstellung von Faser-Kunststoff-Verbundwerkstoffen.
- Leimungsmittel in der Papierherstellung.
- Als wasserlösliche Folie für die Herstellung von Verpackungsbeuteln.
- Als Schutzhandschuhmaterial für den Umgang mit wasserfreien chlorierten Kohlenwasserstoffen.
- Als wasserlösliches Trägermaterial für einen Wassertransferdruck-Film.
- Trägerspray für Handarbeitsartikel.
- Selektive Embolisation von Tumorgefäßen, etwa im Rahmen der präoperativen Behandlung des juvenilen Nasenrachenfibroms
- Benetzungs- und Adhäsionsmittel in künstlicher Tränenflüssigkeit[7]
- Eintages-Hydrogel-Kontaktlinsen mit geringer Sauerstoffdurchlässigkeit[8]
- Einschlussimmobilisierung von Zellen und Enzymen in der Mikrobiologie
- Kunstdärme für Wurstwaren.
- Schlichtemittel in der Textilindustrie
- Textilfaser  Vinalon, Vinylal oder Vinylon-Faser
- gegebenenfalls quervernetzt als Innenlackierung von Benzintanks
- als wasserlösliches Material für Stützstrukturen im 3D-Druck
- als wasserlösliche Stickfolie im Bereich der Luftstickerei[9]

## Umweltaspekte & Toxikologie

### Toxikologie
Untersuchungen auf Haut- und Schleimhautverträglichkeit im Tierversuch (LD50, orale und dermale Applikation) zeigten keine negativen Auswirkungen. Sowohl bei Aufnahme mit der Nahrung als auch über die Haut werden keine gesundheitlichen Gefahren erwartet.
Einatmen
Unter bestimmten Voraussetzungen kann es zur Staubbildung kommen. Bei Erhitzung über 200 °C entstehen Rauchgase, welche Augen, Nase und Hals reizen können. Es können ebenso Tränenfluss, Verätzungen, rote Augen oder Brennen in Nase und Rachen auftreten.
Über weitere gesundheitliche Beeinträchtigungen für Menschen gibt es keine Daten. Tierversuche zeigten ein Absinken der Hämoglobin- und Erythrozytenanzahl mit gelegentlicher vollständiger Gerinnungshemmung. Einige Tierversuche deuten auch auf die Möglichkeit einer Kanzerogenität hin.

### Abwasser
Polyvinylacetat als Vorprodukt kann in Form von Dispersionen leicht ins Abwasser gelangen, ist aber nicht toxisch. Jedoch wird es im wässrigen Milieu nur schlecht abgebaut.
Die Aufbereitung dispersionshaltiger Abwässer in Kläranlagen ist in der Regel kein Problem, sie sind leicht auszufällen und lagern sich im Klärschlamm ab, mit dem sie dann entsorgt werden.

## Handelsnamen
Mowiol, Kuraray Poval, Celvol, Exceval, Polyviol, Elvanol, MonoSol